# 그 겨울의 긴 계곡
《그 겨울의 긴 계곡》은 MBC에서 방영되었던 문화방송 특집드라마이다.

## 제작진
- 극본 : 이호철
- 연출 : 정문수

## 출연진
- 김무생
- 김용림
- 홍성민